# Leucothyreus serripes
Leucothyreus serripes är en skalbaggsart som beskrevs av Ohaus 1924. Leucothyreus serripes ingår i släktet Leucothyreus och familjen Rutelidae. Inga underarter finns listade i Catalogue of Life.